# Śmierć Wergilego
Śmierć Wergilego (niem. Der Tod des Vergil) – modernistyczna powieść historyczna Hermanna Brocha, opublikowana w 1945 roku. Książka określana bywa jako epos prozą z elementami eseju filozoficznego.

## Treść
Powieść opisuje z perspektywy samego Wergiliusza jego ostatnie godziny przed śmiercią w Brundyzjum, krótko po powrocie z Aten w Grecji do Italii. Główny wątek powieści stanowią rozmyślania Wergiliusza nad spaleniem niedokończonej „Eneidy”, od czego próbują go odwieść przyjaciele: Lucjusz Warius Rufus, Plocjusz Tukka oraz cesarz Oktawian August. Znaczna część powieści napisana została w technice strumienia świadomości, prowadzonego z perspektywy umierającego, majaczącego poety. Jego chory umysł produkuje obrazy jego dzieciństwa w Andes, przywołuje z przeszłości matkę, niewolników, byłe kochanki (w tym Plocję Hierię) i kochanków, kreuje fantastyczne wizje.
Nałożenie się na siebie warstw materialnej rzeczywistości i majaków umierającego poety oddaje fragment:

Rzeczywistość piętrzyła się jedna za drugą: tu oto rzeczywistość przyjaciół i ich mowy, za nią rzeczywistość niezatarcie uroczego wspomnienia, pośród której igrał chłopiec [młody Wergiliusz], za nią jeszcze rzeczywistość lochów nędzarskich, w których mieszkać musiał August, za nią rzeczywistość groźnie szorstkiej plątaniny linearnej, rozpostartej ponad bytem, ponad światami i wszechświatami, za nią rzeczywistość kwietnych gajów, och, a za nią, niepoznawalnie niepoznawalna realna rzeczywistość, rzeczywistość nigdy nie słyszanego, a mimo to z dawien dawna zapomnianego, a mimo to z dawien dawna zapowiedzianego słowa, rzeczywistość odpowstającej stworzoności, opromieniona gwiazdą niedostrzegalnego oka, rzeczywistość ojczyzny...

Powieść podzielona została na cztery części:
1. Woda — Przybycie (niem. Wasser – Die Ankunft)
2. Ogień — Zstąpienie (niem. Feuer – Der Abstieg)
3. Ziemia — Oczekiwania (niem. Erde – Die Erwartung)
4. Eter — Powrót (niem. Äther – Die Heimkehr)

## Główni bohaterowie
- Publiusz Wergiliusz Maro
- chłopiec Lizaniasz, który prowadził poetę przez Brundyzjum
- cesarz Oktawian August
- Lucjusz Warius Rufus
- Plocjusz Tukka
- Charondas z Kos, lekarz Augusta

## Recepcja
Hannah Arendt określiła powieść jako „jedno z prawdziwie wielkich dzieł literatury germańskiej”. Zdaniem filologów klasycznych Mary Beard i Johna Hendersona Śmierć Wergilego jest „powieścią antynazistowską”. Ich zdaniem główny bohater książki odczuwa „wyrzuty sumienia, że jego dzieło służy jedynie autorytarnym represjom” poprzez to, że sankcjonuje rządy cesarza. 